# Eileen Cikamatana
Eileen Floanna Maria Cikamatana (Levuka, Fiyi, 18 de septiembre de 1999) es una deportista australiana de origen fiyiano que compite en halterofilia.
Ganó tres medallas en el Campeonato Mundial de Halterofilia entre los años 2022 y 2024. Participó en los Juegos Olímpicos de París 2024, ocupando el cuarto lugar en la categoría de 81 kg.

## Palmarés internacional
| Campeonato Mundial | Campeonato Mundial    | Campeonato Mundial | Campeonato Mundial |
| Año                | Lugar                 | Medalla            | Categoría          |
| ------------------ | --------------------- | ------------------ | ------------------ |
| 2022               | Bogotá (Colombia)     | Medalla de plata   | 87 kg              |
| 2023               | Riad (Arabia Saudita) | Medalla de bronce  | 81 kg              |
| 2024               | Manama (Baréin)       | Medalla de plata   | 87 kg              |